# Подвысокое (Тернопольская область)
Подвысокое (укр. Підвисоке) — село в Нараевской сельской общине Тернопольского района Тернопольской области Украины.
До 2020 года входило в Бережанский район.
Код КОАТУУ — 6120485701. Население по переписи 2001 года составляло 317 человек.

## Географическое положение
Село Подвысокое находится на берегах реки Нараевка,
выше по течению примыкает село Демня,
ниже по течению примыкает село Лопушня.
Через село проходят автомобильная дорога М-12 (E 50) и
железная дорога, станция Подвысокое.

## История
- 1875 год — дата основания.

## Экономика
- Завод стройматериалов.

## Объекты социальной сферы
- Школа I—II ст.
- Клуб.
- Фельдшерско-акушерский пункт.